# Wielka Brytania na Zimowych Igrzyskach Olimpijskich 1976
Wielką Brytanię na Zimowych Igrzyskach Olimpijskich 1976 reprezentowało 42 zawodników: 31 mężczyzn i jedenaście kobiet. Był to dwunasty start reprezentacji Wielkiej Brytanii na zimowych igrzyskach olimpijskich.

## Zdobyte medale
| Medal | Zawodnik   | Dyscyplina           | Konkurencja | Rezultat   |
| ----- | ---------- | -------------------- | ----------- | ---------- |
| Złoto | John Curry | Łyżwiarstwo figurowe | Soliści     | 192,74 pkt |

## Skład kadry

### Biathlon
Mężczyźni
| Zawodnik                                                   | Konkurencja         | czas biegu | Kary | Łączny czas | Pozycja |
| ---------------------------------------------------------- | ------------------- | ---------- | ---- | ----------- | ------- |
| Graeme Ferguson                                            | Bieg na 20 km       | 1:16:09,93 | 8:00 | 1:24:18,09  | 29.     |
| Malcolm Hirst                                              | Bieg na 20 km       | 1:16:52,97 | 9:00 | 1:25:52,97  | 36.     |
| Jeffrey Stevens                                            | Bieg na 20 km       | 1:18:15,87 | 9:00 | 1:27:15,87  | 39.     |
| Malcolm Hirst Jeffrey Stevens Paul Gibbins Graeme Ferguson | Sztafeta 4 × 7,5 km | 2:11:54,36 | 8    | 2:11:54,36  | 13.     |

### Biegi narciarskie
Mężczyźni
| Zawodnik        | Konkurencja   | czas     | Pozycja |
| --------------- | ------------- | -------- | ------- |
| Paul Gibbins    | Bieg na 15 km | 51:48,02 | 63.     |
| Douglas Elliott | Bieg na 15 km | 52:14,27 | 65.     |
| Keith Oliver    | Bieg na 15 km | 52:31,00 | 68.     |

### Bobsleje
Mężczyźni
| Osada | Zawodnik                                                       | Konkurencja | Ślizg 1 | Ślizg 2 | Ślizg 3 | Ślizg 4 | Łącznie | Pozycja |
| ----- | -------------------------------------------------------------- | ----------- | ------- | ------- | ------- | ------- | ------- | ------- |
| GBR-I | Jackie Price Gomer Lloyd                                       | Dwójki      | 58,05   | 58,13   | 57,90   | 58,02   | 3:52,02 | 20.     |
| GBR-I | Mark Agar Bill Sweet                                           | Dwójki      | 58,40   | 58,33   | 57,90   | 58,08   | 3:52,71 | 21.     |
| GBR-I | Jackie Price Colin Campbell Bill Sweet Gomer Lloyd             | Czwórki     | 56,02   | 56,07   | 56,72   | 57,58   | 3:46,39 | 13.     |
| GBR-I | Mark Agar Anthony Norton Graham Sweet Andrew Ogilvy-Wedderburn | Czwórki     | 57,21   | 56,88   | 57,75   | 58,01   | 3:49,85 | 20.     |

### Łyżwiarstwo figurowe
| Zawodnik                        | Konkurencja     | Nota   | Pozycja |
| ------------------------------- | --------------- | ------ | ------- |
| Karena Richardson               | Solistki        | 166,52 | 15.     |
| John Curry                      | Soliści         | 192,74 | złoto   |
| Robin Cousins                   | Soliści         | 178,14 | 10.     |
| Glyn Jones                      | Soliści         | 157,24 | 16.     |
| Erika Taylforth Colin Taylforth | Pary sportowe   | 120,40 | 11.     |
| Hilary Green Glyn Watts         | Tańce na lodzie | 191,40 | 7.      |
| Janet Thompson Warren Maxwell   | Tańce na lodzie | 186,80 | 8.      |
| Kay Barsdell Kenneth Foster     | Tańce na lodzie | 175,16 | 12.     |

### Łyżwiarstwo szybkie
Mężczyźni
| Zawodnik        | Konkurencja   | Konkurencja   | Konkurencja    | Konkurencja    | Konkurencja    | Konkurencja    | Konkurencja    | Konkurencja    | Konkurencja      | Konkurencja      |
| Zawodnik        | Bieg na 500 m | Bieg na 500 m | Bieg na 1000 m | Bieg na 1000 m | Bieg na 1500 m | Bieg na 1500 m | Bieg na 5000 m | Bieg na 5000 m | Bieg na 10 000 m | Bieg na 10 000 m |
| Zawodnik        | Czas          | Miejsce       | Czas           | Miejsce        | Czas           | Miejsce        | Czas           | Miejsce        | Czas             | Miejsce          |
| --------------- | ------------- | ------------- | -------------- | -------------- | -------------- | -------------- | -------------- | -------------- | ---------------- | ---------------- |
| Archie Marshall | 40,85         | 16.           | 1:24,00        | 21.            |                |                |                |                |                  |                  |
| Geoff Sandys    |               |               |                |                | 2:09,17        | 24.            | 8:13,03        | 26.            | 16:26,27         | 18.              |

### Narciarstwo alpejskie
Mężczyźni
| Zawodnik           | Konkurencja        | Konkurencja        | Konkurencja               | Konkurencja               | Konkurencja               | Konkurencja               | Konkurencja                      | Konkurencja                      | Konkurencja                      | Konkurencja                      |
| Zawodnik           | Zjazd              | Zjazd              | Slalom gigant             | Slalom gigant             | Slalom gigant             | Slalom gigant             | Slalom specjalny                 | Slalom specjalny                 | Slalom specjalny                 | Slalom specjalny                 |
| Zawodnik           | Czas               | Pozycja            | Czas 1. przejazdu         | Czas 2. przejazdu         | Czas łączny               | Pozycje                   | Czas 1. przejazdu                | Czas 2. przejazdu                | Czas łączny                      | Pozycja                          |
| ------------------ | ------------------ | ------------------ | ------------------------- | ------------------------- | ------------------------- | ------------------------- | -------------------------------- | -------------------------------- | -------------------------------- | -------------------------------- |
| Alan Stewart       | 1:50,56            | 30.                | 1:54,49                   | 1:55,15                   | 3:49,64                   | 33.                       | Dyskwalifikacja w 1. przejeździe | Dyskwalifikacja w 1. przejeździe | Dyskwalifikacja w 1. przejeździe | Dyskwalifikacja w 1. przejeździe |
| Stuart Fitzsimmons | 1:50,89            | 32.                | 1:55,77                   | Nie ukończył 2. przejazdu | Nie ukończył 2. przejazdu | Nie ukończył 2. przejazdu | Nie ukończył 1. przejazdu        | Nie ukończył 1. przejazdu        | Nie ukończył 1. przejazdu        | Nie ukończył 1. przejazdu        |
| Peter Fuchs        | 1:52,75            | 37.                | 1:56,94                   | Nie ukończył 2. przejazdu | Nie ukończył 2. przejazdu | Nie ukończył 2. przejazdu | Nie ukończył 1. przejazdu        | Nie ukończył 1. przejazdu        | Nie ukończył 1. przejazdu        | Nie ukończył 1. przejazdu        |
| Konrad Bartelski   | Nie ukończył biegu | Nie ukończył biegu | Nie ukończył 1. przejazdu | Nie ukończył 1. przejazdu | Nie ukończył 1. przejazdu | Nie ukończył 1. przejazdu | Nie ukończył 1. przejazdu        | Nie ukończył 1. przejazdu        | Nie ukończył 1. przejazdu        | Nie ukończył 1. przejazdu        |

Kobiety
| Zawodniczka      | Konkurencja | Konkurencja | Konkurencja   | Konkurencja   | Konkurencja               | Konkurencja               | Konkurencja               | Konkurencja               |
| Zawodniczka      | Zjazd       | Zjazd       | Slalom gigant | Slalom gigant | Slalom specjalny          | Slalom specjalny          | Slalom specjalny          | Slalom specjalny          |
| Zawodniczka      | Czas        | Pozycja     | Czas          | Pozycja       | Czas 1. przejazdu         | Czas 2. przejazdu         | Czas łączny               | Pozycja                   |
| ---------------- | ----------- | ----------- | ------------- | ------------- | ------------------------- | ------------------------- | ------------------------- | ------------------------- |
| Valentina Iliffe | 1:53,31     | 29.         | 1:35,48       | 30.           | 51,65                     | 48,49                     | 1:40,14                   | 15.                       |
| Fiona Easdale    | 1:57,66     | 34.         | 1:41,09       | 37.           | 54,12                     | 52,88                     | 1:47,00                   | 18.                       |
| Hazel Hutcheon   | 1:58,33     | 35.         |               |               | Nie ukończyła konkurencji | Nie ukończyła konkurencji | Nie ukończyła konkurencji | Nie ukończyła konkurencji |
| Theresa Wallis   | 1:59,77     | 37.         | 1:41,66       | 38.           |                           |                           |                           |                           |
| Serena Iliffe    |             |             | 1:45,09       | 39.           |                           |                           |                           |                           |
| Anne Robb        |             |             |               |               | Dyskwalifikacja           | nie ukończyła konkurencji | nie ukończyła konkurencji | nie ukończyła konkurencji |

### Saneczkarstwo
Mężczyźni
| Zawodnik                                   | Konkurencja | Ślizg 1                 | Ślizg 2                 | Ślizg 3 | Ślizg 4 | Łącznie                   | Pozycja                   |
| ------------------------------------------ | ----------- | ----------------------- | ----------------------- | ------- | ------- | ------------------------- | ------------------------- |
| Michel de Carvalho                         | Jedynki     | 56,340                  | 55,412                  | 55,277  | 55,636  | 3:42,665                  | 29.                       |
| Jeremy Palmer-Tomkinson                    | Jedynki     | 57,056                  | 54,881                  | 54,959  | 55,828  | 3:42,724                  | 30.                       |
| Richard Liversedge                         | Jedynki     | 56,721                  | 55,997                  | 55,989  | 56,132  | 3:44,839                  | 33.                       |
| Jeremy Palmer-Tomkinson Michel de Carvalho | Dwójki      | 46,400                  | 44,977                  |         |         | 1:31,377                  | 20.                       |
| Richard Liversedge Russell Tapp            | Dwójki      | Nie ukończyli 1. ślizgu | Nie ukończyli 1. ślizgu |         |         | Nie ukończyli konkurencji | Nie ukończyli konkurencji |